# 乳突状汗腺瘤
乳突状汗腺瘤（英語：Papillary hidradenoma），也成乳头状汗腺瘤（英語：hidradenoma papilliferum），是一种界限清晰的乳腺组织异位肿瘤，经常发现于大阴唇。
它通常为原发性肿瘤（非癌症性），但是因为其倾向于溃烂，常被诊断为外阴癌。从组织结构学角度，它通常被定义为与乳腺管内乳头状瘤一类的疾病。

## 圖片

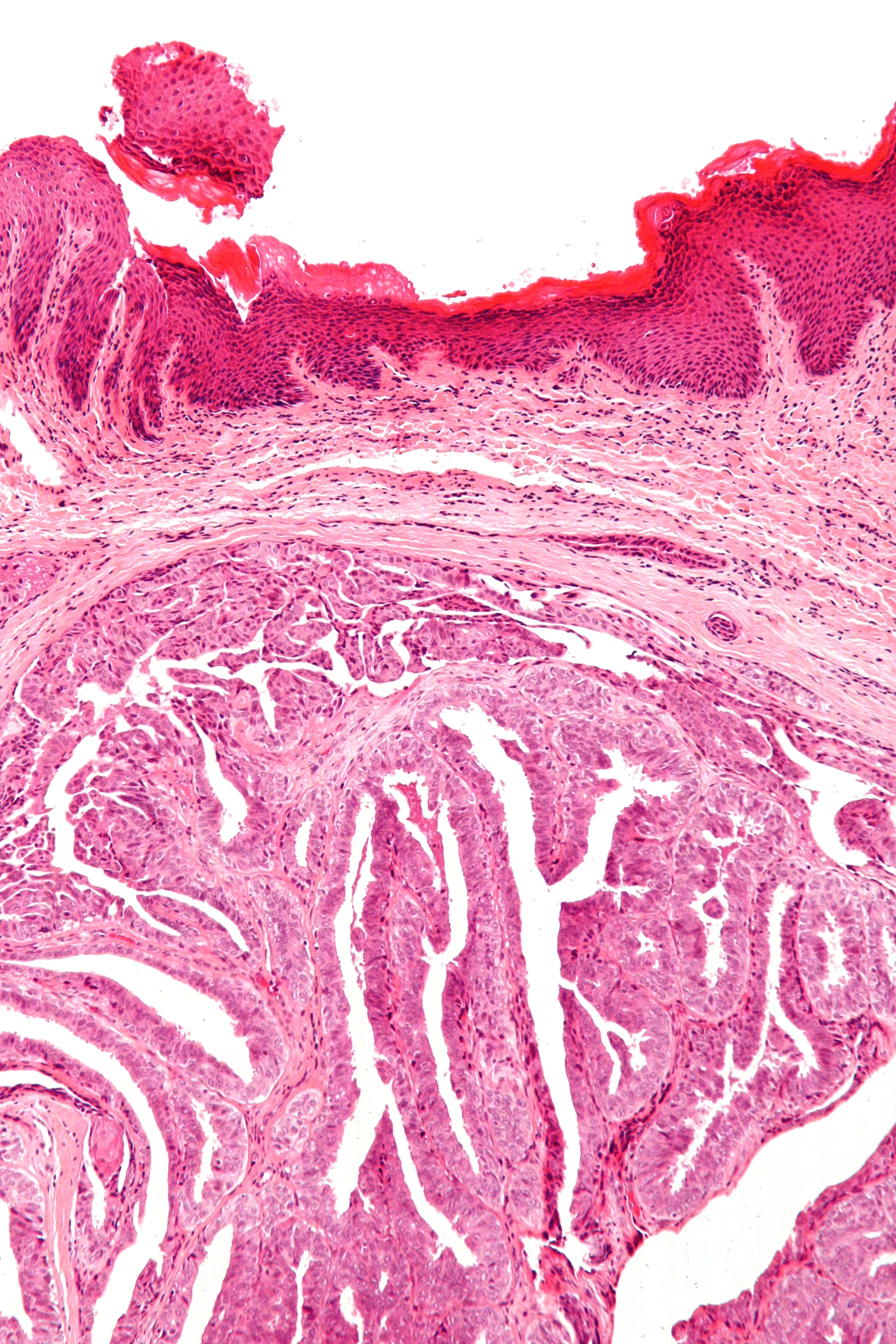
中度顯示影像
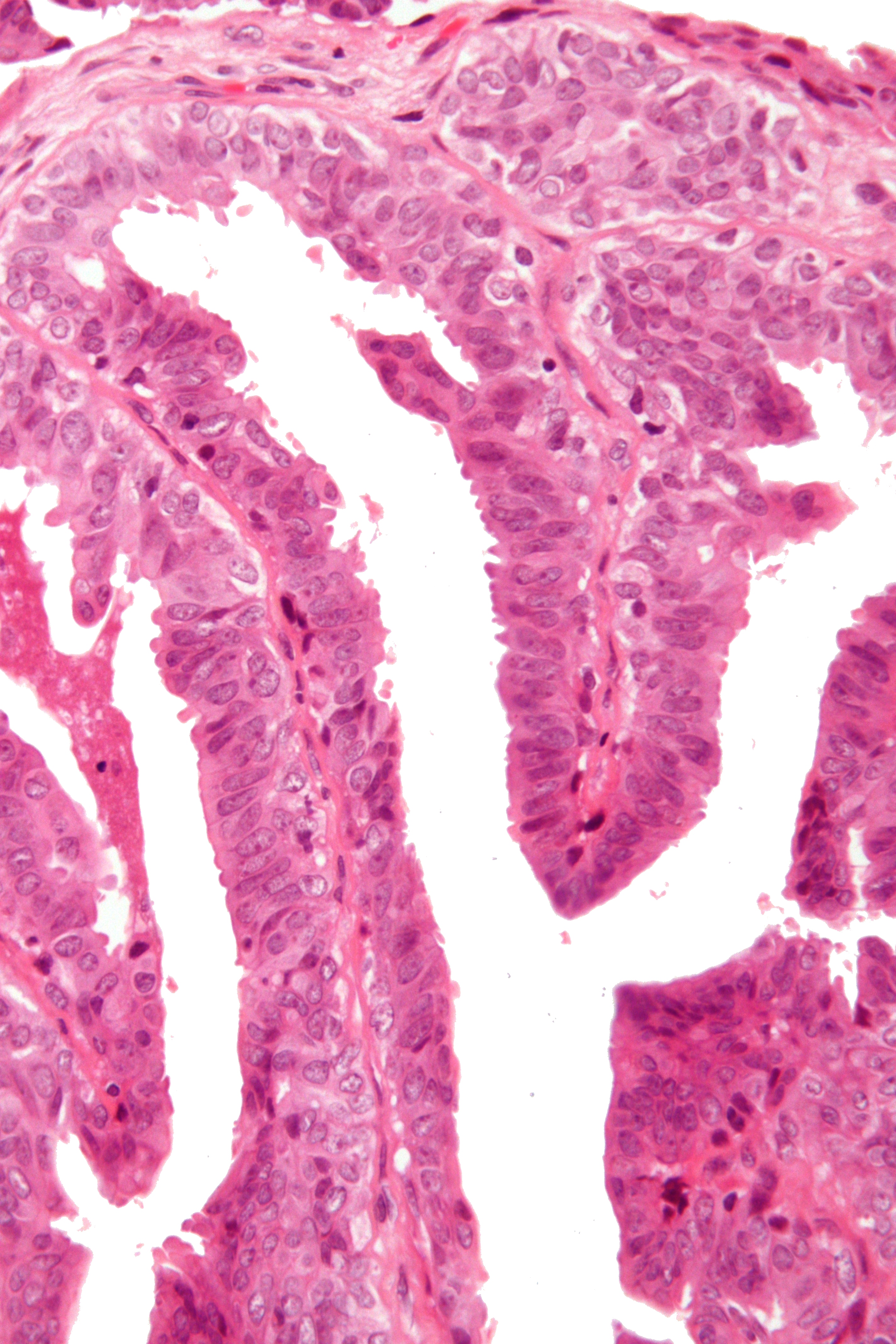
極高度顯示影像

## 相关
- 单纯性汗腺棘皮瘤（英语：Hidroacanthoma simplex）
- 皮肤病列表